# Hàn Quốc năm 2025
Sự kiện diễn ra vào năm 2025 tại Hàn Quốc.

## Lãnh đạo
| Cơ quan                   | Ảnh | Tên           | Nhiệm kỳ |
| ------------------------- | --- | ------------- | --- |
| Tổng thống Hàn Quốc       |     | Yoon Suk Yeol | 10 tháng 5 năm 2022 – 4 tháng 4 năm 2025 (Quyền hạn bị đình chỉ từ ngày 14 tháng 12 năm 2024) Bị luận tội vào ngày 4 tháng 4 |
| Tổng thống Hàn Quốc       |     | Choi Sang-mok | 27 tháng 12 2024 – 24 tháng 3 2025 (Quyền tổng thống)                                                                        |
| Tổng thống Hàn Quốc       |     | Han Duck-soo  | 24 tháng 3 – 2 tháng 5 2025 (Quyền tổng thống)                                                                               |
| Tổng thống Hàn Quốc       |     | Lee Ju-ho     | 2 tháng 5 – 4 tháng 6 2025 (Quyền tổng thống)                                                                                |
| Tổng thống Hàn Quốc       |     | Lee Jae-myung | 4 tháng 6 năm 2025 |
| Chủ tịch Quốc hội         |     | Woo Won-shik  | 5 tháng 6 năm 2024 |
| Chánh án Tòa án Tối cao   |     | Cho Hee-dae   | 8 tháng 12 năm 2023 |
| Chánh án Tòa án Hiến pháp |     | Moon Hyungbae | 18 tháng 10 2024 – 18 tháng 4 2025 (Quyền Chánh án)                                                                          |
| Chánh án Tòa án Hiến pháp |     | Kim Hyungdu   | 18 tháng 4 năm 2025 (Quyền Chánh án)                                                                                         |
| Thủ tướng Hàn Quốc        |     | Han Duck-soo  | 21 tháng 5 2022 – 2 tháng 5 2025 (Quyền hạn bị đình chỉ từ ngày 27 tháng 12 năm 2024 đến ngày 24 tháng 3)                    |
| Thủ tướng Hàn Quốc        |     | Choi Sang-mok | 27 tháng 12 2024 – 24 tháng 3 2025 (Quyền Thủ tướng)                                                                         |
| Thủ tướng Hàn Quốc        |     | Lee Ju-ho     | 2 tháng 5 năm 2025 (Quyền Thủ tướng)                                                                                         |
| Thủ tướng Hàn Quốc        |     | Kim Min-seok  | 3 tháng 7 năm 2025 |

## Sự kiện

### Tháng 1
- 28 tháng 1: Chuyến bay 391 của Air Busan: Một chiếc Airbus A321-200 do Air Busan vận hành bốc cháy trước khi cất cánh tại Sân bay quốc tế Gimhae, khiến 7 người bị thương và toàn bộ 176 người trên máy bay phải sơ tán.[1]

## Ngày lễ
Theo Sắc lệnh Tổng thống số 28394 ngày 10 tháng 17 năm 2017 (được sửa đổi một phần).
- 1 tháng 1 – Tết Dương lịch
- 27 tháng 1 đến 31 tháng 1 – Tết Hàn Quốc[4]
- 1 tháng 3 – Ngày Phong trào 1 tháng 3
- 5 tháng 5 – Ngày Thiếu nhi Hàn Quốc
- 5 tháng 5 – Lễ Phật Đản
- 6 tháng 6 – Ngày tưởng niệm
- 15 tháng 8 – Ngày Quang Phục
- 3 tháng 10 – Ngày lập quốc
- 5 tháng 10 đến 7 tháng 10 – Chuseok
- 9 tháng 10 – Ngày Hangul
- 25 tháng 12 – Lễ Giáng sinh